# Димитър Маламски
Димитър Костадинов Маламски (Малама) е български скулптор и художник.

## Биография
Роден е на 6 октомври 1952 г. в Пазарджик. Завършва средно образование в Средното професионално техническо училище по машиностроене в Пазарджик. От 1975 г. е член на Дружеството на пазарджишките художници, а от 1990 г. и на Съюза на българските художници. След 1991 г. прави осем самостоятелни изложби. Негови скулптури се намират в Художествена галерия „Станислав Доспевски“ в Пазарджик. През декември 2008 г. представя самостоятелна изложба от дървопластика в криптата на храм-паметник „Св. Александър Невски“.

## Награди и отличия
Димитър Маламски има една награда за рисунка и пет награди за скулптура от окръжни изложби.
- Награда „Станислав Доспевски“;
- 2006 г. – награда „Георги Машев“, голямата награда на Дружеството на Пазарджишките художници.[2]